# Artèria pulmonar
L'artèria pulmonar és l'artèria que condueix la sang venosa que surt del ventricle dret cap als pulmons.